# Sites Ramsar en Côte d'Ivoire
La convention de Ramsar recense les zones humides reconnues pour leur importance internationale par leurs biodiversité et par les services qu'elles rendent au populations humaines. Elle est entrée en vigueur en Côte d’Ivoire le 27 juin 1996. En 2005, l'état ivoirien a classé cinq nouveau sites Ramsar, portant leur nombre à six, ils couvrent une superficie totale de 127,344 hectares, à partir de cette date. Tous ces sites sont côtiers. En 2020, ce chiffre n'avait pas évolué.

## Cadre institutionnel

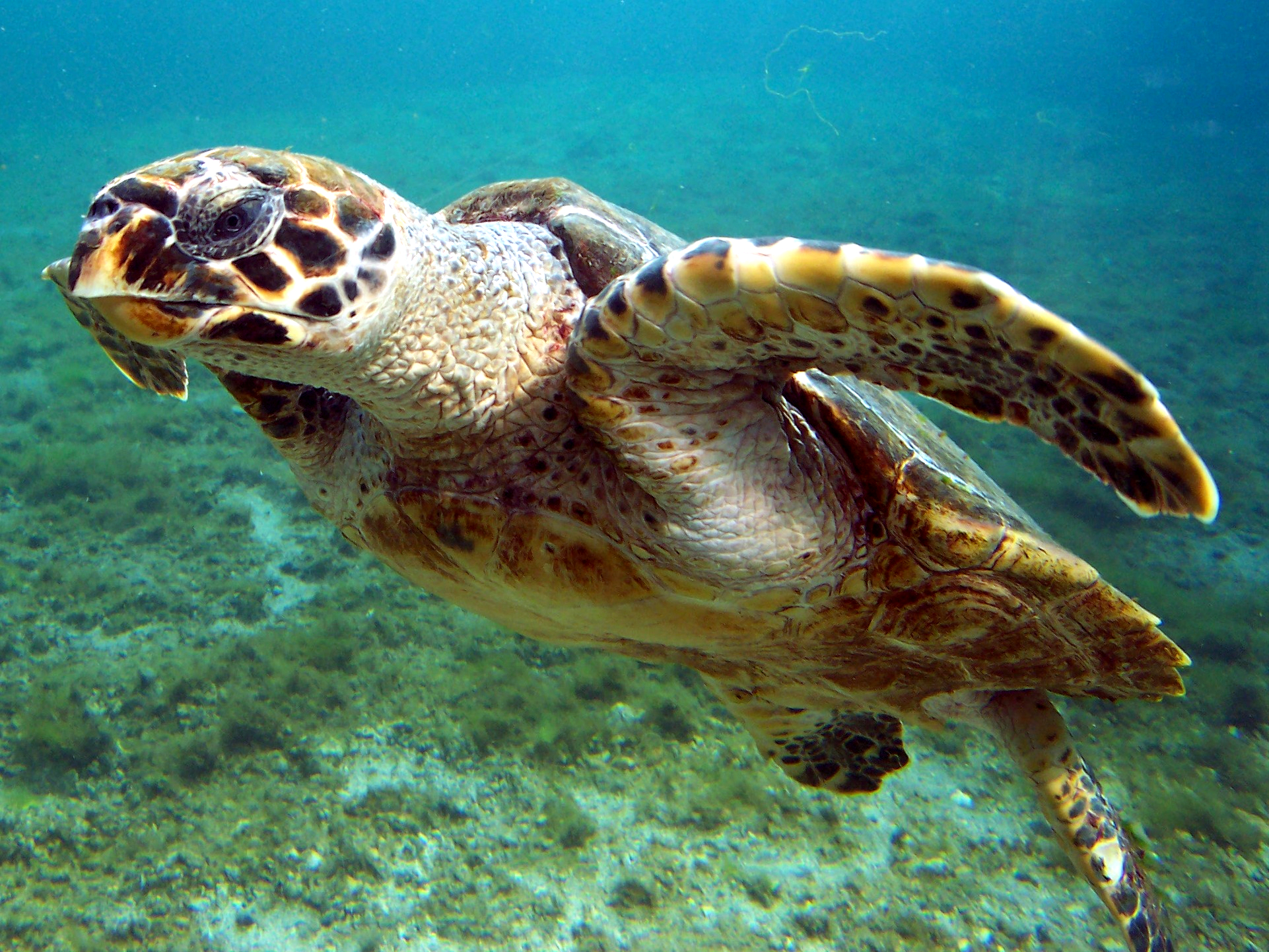
Tortue imbriquée
Les sites Ramsar en Côte d'Ivoire sont des centres importants de nidification pour cinq espèces de tortues dont la Tortue imbriquée.

Les sites Ramsar en Côte d'Ivoire s'inscrivent dans le cadre de la Convention de Ramsar à laquelle la Côte d'Ivoire est partie et qui concerne l'identification de zones humides d'importance internationale.
La Côte d'Ivoire a installé par décret, un Comité National Ramsar intégrant auprès des autorités gouvernementales, des chercheurs, des universitaires, et des responsables d'organisation non gouvernementales, tous compétents en divers domaines de la gestion des zones humides.

## Importance
Les sites Ramsar en Côte d'Ivoire ont une importance à la fois biologique et socio-culturelle. Ils offrent notamment, un cadre propice de conservation et de développement à de nombreuses espèces animales en danger. Ils abritent des espèces emblématiques, tels les éléphants de forêt, les chimpanzés, l'hippopotame pygmée, le crocodile, et les lamantins. Ils sont également, un centre important de nidification pour cinq espèces de tortues (verte, imbriquée, tortue olivâtre, tortue luth et tortue marine), et constituent pour de nombreuses espèces d'oiseaux un site de reproduction, de repos ou d'alimentation.

## Liste
| Site                       | Région        | Notes | Date            | Superficie (km²) | Altitude (m) | Identifiant Ramsar | Identifiant WDPA | Coordonnées                       | Image |
| -------------------------- | ------------- | ----- | --------------- | ---------------- | ------------ | ------------------ | ---------------- | --------------------------------- | ----- |
| Parc national d'Azagny     | Lagunes       |       | 27 février 1996 | 194,00           | 1 - 50       | 790                | 145528           | 5° 12′ 47″ nord, 4° 52′ 19″ ouest |       |
| Complexe Sassandra-Dagbego | Bas-Sassandra |       | 18 octobre 2005 | 105,51           | 0 - 50       | 1581               | 902796           | 4° 58′ 01″ nord, 6° 01′ 59″ ouest |       |
| Fresco                     | Bas-Sassandra |       | 18 octobre 2005 | 155,07           | 25 - 60      | 1582               | 902797           | 5° 07′ 01″ nord, 5° 36′ 00″ ouest |       |
| Grand-Bassam               | Sud-Comoé     |       | 18 octobre 2005 | 402,10           | 0 - 30       | 1583               | 902798           | 5° 21′ 00″ nord, 3° 46′ 01″ ouest |       |
| Îles Ehotilé-Essouman      | Sud-Comoé     |       | 18 octobre 2005 | 272,74           | 0 - 33       | 1584               | 902799           | 5° 09′ 25″ nord, 3° 13′ 12″ ouest |       |
| N'Ganda N'Ganda            | Sud-Comoé     |       | 18 octobre 2005 | 144,02           | 1 - 50       | 1585               | 902800           | 5° 10′ 01″ nord, 3° 24′ 00″ ouest |       |